# سيث فاربر
سيث فاربر (بالإنجليزية: Seth Farber)‏ هو حاخام أمريكي، ولد في 1967.